# Bitwa nad Jeziorem Wadymońskim (283 p.n.e.)
Bitwa na Jeziorem Wadymońskim – starcie zbrojne stoczone w roku 283 p.n.e. między dowodzonymi przez konsula Publiusza Korneliusza Dolabellę wojskami Rzymu a koalicją etrusko-galijską. Rozegrało się 7 lat po zakończeniu przez Rzym walk o utrzymanie hegemonii na zdobytych wcześniej przez to państwo terenach Kampanii (III wojna samnicka, 298–290 r. p.n.e.) i poskutkowało ugruntowaniem jego wpływów w całej północnej Italii. W rezultacie tej bitwy Etruskowie zostali przymuszeni do zawarcia sojuszu ze zwycięzcami, co poskutkowało ich znacznym osłabieniem militarnym i sprowadziło do roli tzw. „sprzymierzeńców” (socii).